# 陕甘革命根据地
陕甘革命根据地或称西北根据地形成于1935年2月，由陕北根据地与陕甘边根据地组成。1935年9月间，长征中的毛泽东得知相关消息后，最终中央红军（红一方面军）将陕甘根据地定为目的地。1936年5月，红一方面军进行西征，陕甘根据地扩展为陕甘宁根据地。10月，红一、二、四方面军会师后抵到陕甘宁根据地。

## 建立
1934年秋，陕甘边苏区和陕北苏区各自粉碎了国民党军队的第一次军事“围剿”后，陕甘边苏区向东发展，陕北苏区向南推进，两块苏区仅百里之隔。1934年11月，国民党政府纠集陕甘宁晋四省约6万军队，向陕甘边苏区和陕北苏区发动第二次军事“围剿”。严峻的形势迫使陕甘边特委和陕北特委实施统一领导两支红军共同作战。陕甘边区特委和陕北特委经过商议，并征得中央驻北方代表孔原派往西北巡视工作的黄汉（即张子华）同意，拟建立统一的党组织。
1935年1月，陕甘边区特委派刘志丹、惠子俊率红二十六军42师第三团北上，到达陕北苏区的赤源县水晶沟。1935年1月21日，刘志丹专程去灯盏湾探望正在养伤的谢子长，两人就成立西北党和军队的统一领导机构，以及第二次反“围剿”作战方针等问题进行磋商，达成一致。1935年2月5日，在赤源县（今陕西省子长县）周家墕的刺儿圪塔村举行中共陕甘边特委和陕北特委联席会议，决定成立中共西北工委和西北军委。会议决定撤销陕北特委，原陕北特委领导的党组织直接隶属西北工委；保留陕甘边特委，在西北工委领导下管辖陕甘边区的党政军民组织。标志两个根据地的政治领导权、军事指挥权的统一。西北工委由中共中央驻北方代表孔原领导。
工委机关驻赤源县周家墕，后移驻柳渠、秀延县东区七家里、延川县永坪镇。
- 西北工委委员：惠子俊(书记，1935年2月至5月崔田夫代理书记)、崔田夫、刘志丹、谢子长、习仲勋、马明方、郭洪涛、张秀山、高岗。
- 工委书记：惠子俊(书记，1935年2月至5月崔田夫代理书记)
- 组织部长：崔田夫/郭洪涛
- 宣传部长：高岗/张秀山
- 秘书长：郭洪涛
- 妇女部长白茜。
- 西北革命军事委员会
  - 主席刘志丹(一说谢子长)
  - 副主席高岗
  - 秘书长兼政治部主任白坚
  - 参谋长朱子休

1935年，在西北军委的领导下，西北苏区粉碎了国民党军队的第二次“围剿”，攻占安定县、延长县、延川县、安塞县、靖边县、保安县六座县城，使陕北根据地与陕甘边根据地连成一体，形成陕甘革命根据地。
工委下辖：
- 陕甘边区特委
- 神府工委：1935年5月西北工委特派员王达成主持召开会议，决定改变特派员包揽一切的办法，在神木县委的基础上成立了中共神府工委，书记王达成。工委下辖神木东、神木西、神木北和府谷四个县委。1935年6月，陕北红三团在瓦窑渠战斗中失利，各县委相继解体。此时，工委召开紧急会议，决定暂时取消工委，主要领导人编入红军分散活动。1935年8月，神府地区党政军领导在神木郑家墕召开会议，决定恢复神府工委，书记张晨钟。1935年11月，中共中央派杨和亭任工委书记。下辖佳芦县委。1936年初，改为中共神府特区委员会。
- 佳县县委
- 米东县委
- 米西县委
- 吴堡县委
- 绥德县委
- 清涧县委
- 赤源县委
- 秀延县委
- 子长县委
- 延川县委
- 延水县委
- 延长县委
- 延安县委
- 府谷县委
- 神木县委

1935年5月，孔原调离河北前，建立了中共北方局，西北工委由其领导。
1935年9月中旬，中共鄂豫陕省委率红二十五军长征到达西北苏区，朱理治、聂洪钧、程子华等三人组成中央北方局派驻西北代表团，主持召开了西北工委和中共鄂豫陕省委、红二十五军、红二十六军、红二十七军主要领导干部会议，决定成立中共陕甘晋省委，改组西北军委，同时撤销西北工委和中共鄂豫陕省委。